# 금곡 나들목
금곡 나들목(Geumgok IC)은 경기도 수원시 권선구 금곡동과 당수동에 걸쳐 설치된 평택파주고속도로의 1번, 봉담과천로의 4-1번 교차로이다. 봉담과천로에서는 화성 방향 진입과 과천 방향 진출만 가능하고 평택파주고속도로에서는 파주 방향 진입과 평택 방향 진출만 가능하며, 그 외의 경우 평택파주고속도로 파주 방향에서 이 나들목 내에 설치된 회차로를 통해 평택 방향으로 회차해야 한다. 봉담과천로 과천 방향으로 이 나들목을 지나친 경우 서수원 나들목을 통해 동안산·당수 나들목을 이용해 진입할 수 있다.

## 연혁
- 2011년 3월 21일 : 나들목 신설을 위해 수원시 도시계획시설 교통광장에 금곡동 일원을 고시[1]
- 2016년 4월 29일 : 수원문산고속도로 수원 ~ 광명 구간 개통과 함께 영업 개시[2]

## 구조물 정보
- 위치 : 경기도 수원시 권선구 금곡동, 당수동
- 영업소: 경기도 수원시 권선구 서수원로 722

## 접속하는 도로
- 지방도 제309호선 (봉담과천로)

## 교통량 정보
| 요금소        | 통행량 (대/일) | 통행량 (대/일) | 통행량 (대/일) | 통행량 (대/일) | 각주  |
| 요금소        | 2016년         | 2017년         | 2018년         | 2019년         | 각주  |
| ------------- | -------------- | -------------- | -------------- | -------------- | ----- |
| 금곡 (폐쇄식) | 173            | 282            | 297            | 271            | [ 3 ] |

## 사진

### 봉담과천로

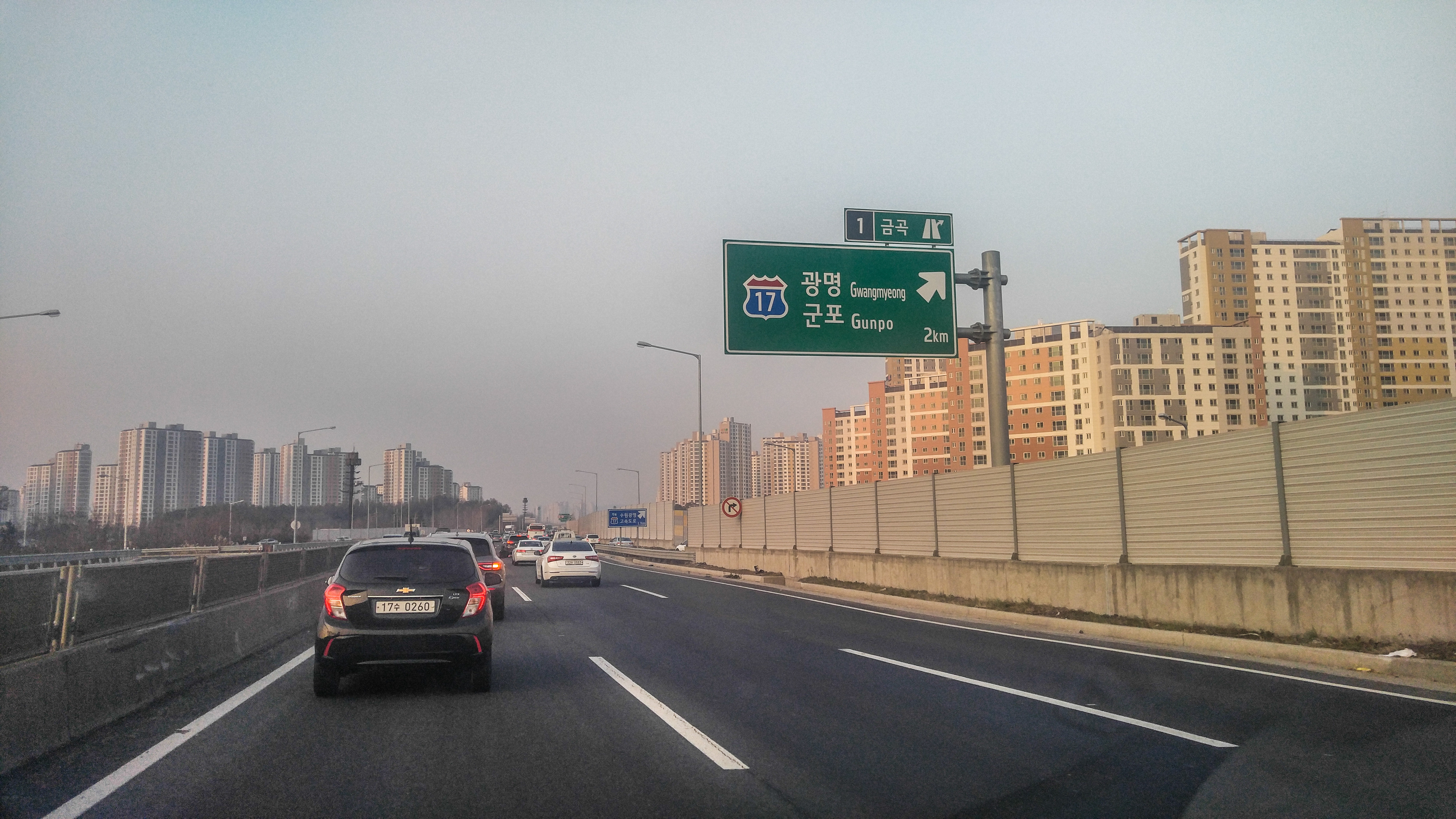
2km 표지판
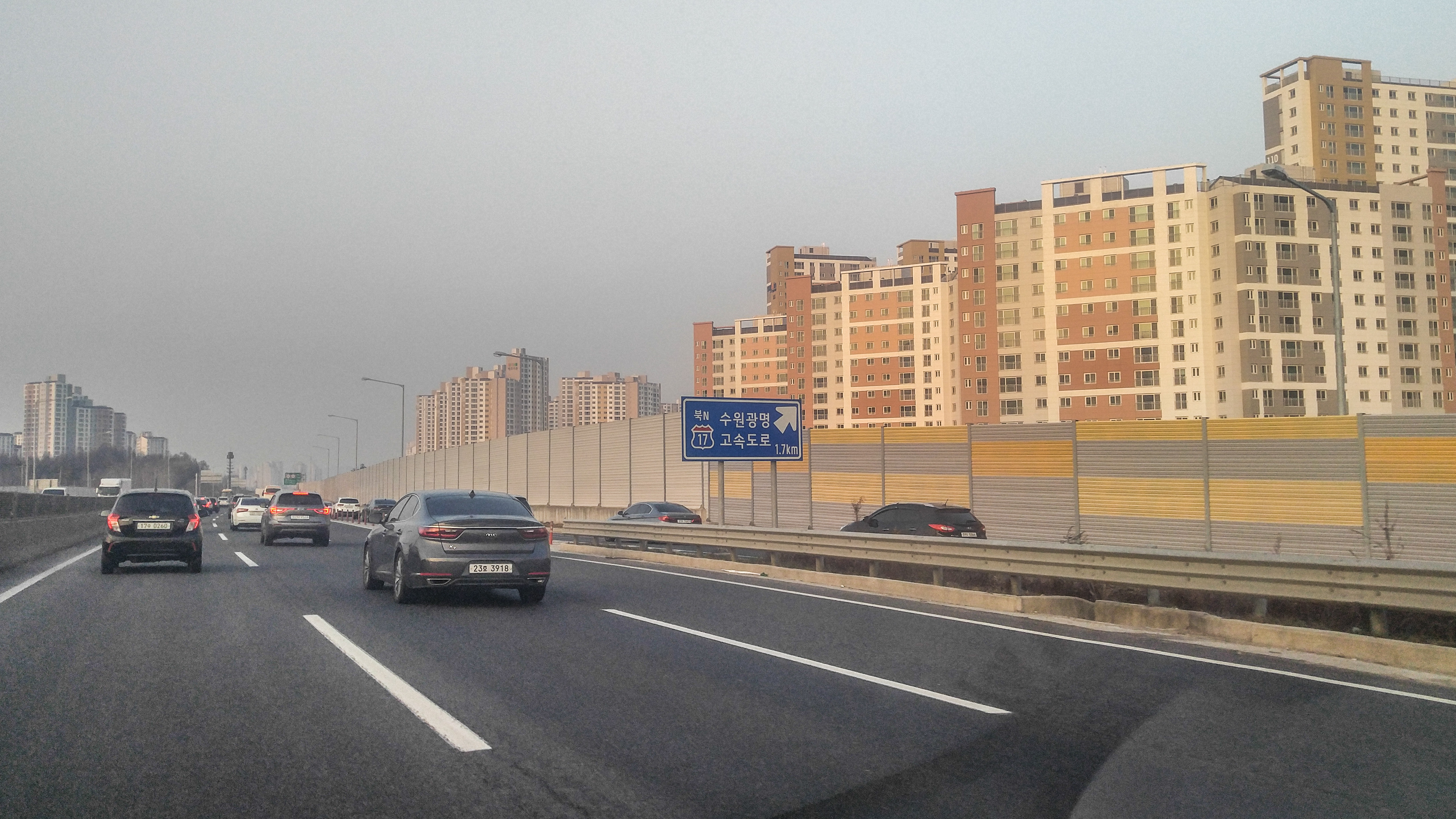
1.7km 표지판
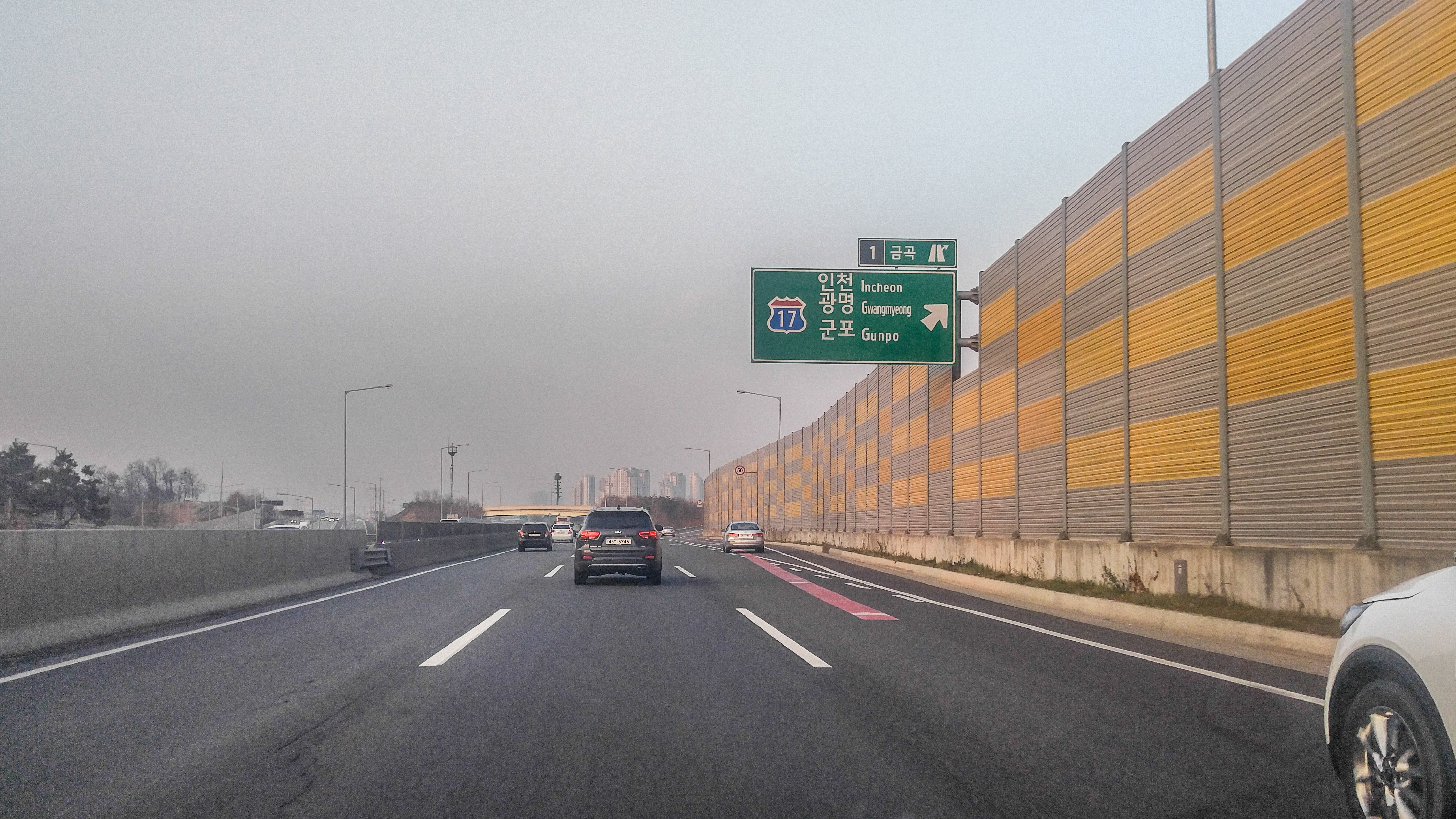
표지판